# Shaun Kenny-Dowall

a Compétitions nationales et continentales officielles uniquement.

b Matchs officiels uniquement.
Shaun Kenny-Dowall, né le 23 janvier 1988 à Ngaruawahia, est un joueur de rugby à XIII néo-zélandais évoluant au poste de centre dans les années 2000 et 2010.
Formé aux New Zealand Warriors, il n'est pas retenu par le club, il décide alors de partir en Australie en 2004. Il fait ses débuts professionnels aux Sydney Roosters en 2007 au poste d'ailier. À partir de 2008, il devient titulaire au poste d'ailier puis de centre à partir de 2010. Il est le meilleur marqueur d'essais du club en 2008, 2009 et 2010 ainsi que de la National Rugby League en 2010 avec 21 essais (à égalité avec Akuila Uate). En sélection, après avoir connu la sélection junior de la Nouvelle-Zélande, il fait partie de la liste élargie de la sélection néo-zélandaise pour la coupe du monde 2008 mais n'est finalement pas retenu. Il ne participe pas non plus au Tournoi des Quatre Nations 2009 mais est retenu pour l'édition 2010. Il y inscrit trois essais dont un en finale contre l'Australie prenant donc part au succès final de la Nouvelle-Zélande.

## Palmarès
- Collectif :
  - Vainqueur de la National Rugby League : 2013 (Sydney Roosters).
  - Finaliste de la National Rugby League : 2010 (Sydney Roosters).
  - Vainqueur du Tournoi des Quatre Nations 2010 : 2010 (Nouvelle-Zélande).
  - Finaliste du Tournoi des Quatre Nations : 2016 (Nouvelle-Zélande).

- Individuel :
  - Meilleur marqueur d'essais de la National Rugby League : 2010 (Sydney Roosters).
  - Meilleur marqueur d'essais des Sydney Roosters : 2008, 2009 et 2010.
  - Nommé dans l'équipe type de Super League : 2022 (Hull KR)